# پیتر ام. لنکف
پیتر ام. لنکف (انگلیسی: Peter M. Lenkov) نویسنده، تهیه‌کننده تلویزیونی، فیلم‌نامه‌نویس و تهیه‌کننده تلویزیونی سینمایی اهل کانادا است.
از فیلم‌ها یا مجموعه‌های تلویزیونی که وی در آن‌ها نقش داشته است، می‌توان به هاوایی فایو-زیرو، ۲۴، آر.آی.پی.دی.، رئیس هیئت مدیره و مرد خرابکار اشاره نمود.